# 25 m Standardpistole
Die Schießsportdisziplin 25 m Standardpistole wird international in Wettbewerben der ISSF geschossen. Nationale Wettbewerbe richten die Mitglieder der ISSF, wie z. B. der DSB (Deutschland), ÖSB (Österreich) oder der SSV (Schweiz) aus.

## Waffe

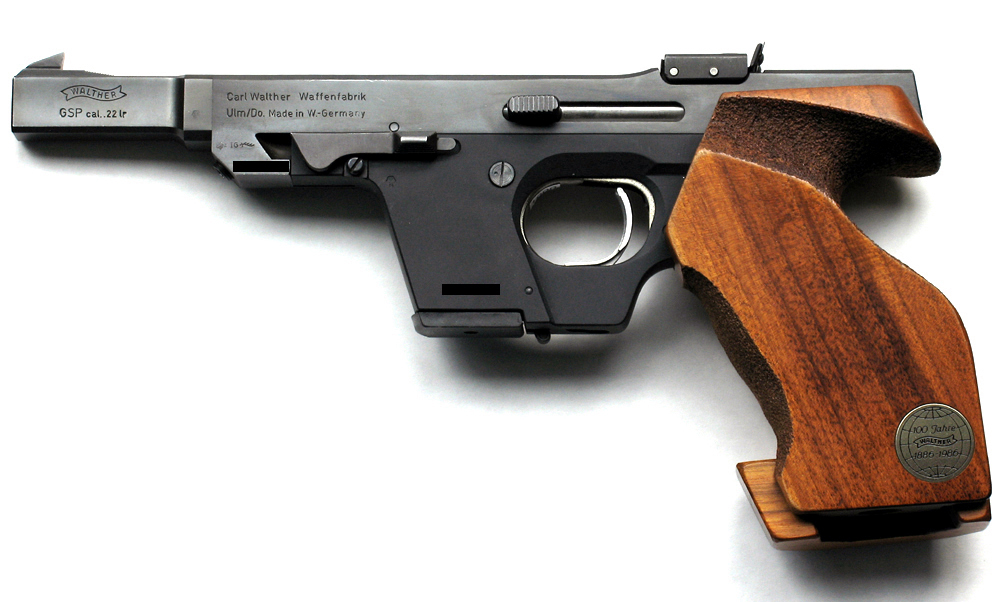
Sportpistole Walther GSP

Verwendet werden die gleichen Sportpistolen oder -revolver im Kaliber .22 lfB, die ebenfalls in der Disziplin Sportpistole genutzt werden dürfen. Das Abzugsgewicht muss nach den Regeln der ISSF bei mindestens 1000 g liegen. Auch das Gewicht (max. 1400 g) und die Längenmaße der Waffe, das Visier (offene Visierung) und die Ausgestaltung des Griffs sind reglementiert.

## Wettbewerb

Schießscheibe 25m Standardpistole

Der Wettbewerb besteht meist aus 60 Schuss in drei aufeinander folgenden Durchgängen von je 20 Schuss. Jeder Durchgang besteht aus 4 Serien à 5 Schuss in der Reihenfolge a) 4 × 5 Schuss in jeweils 150 Sekunden, b) 4 × 5 Schuss in jeweils 20 Sekunden, c) 4 × 5 Schuss in jeweils 10 Sekunden.
Die Schießscheiben entsprechen denen, die im Wettbewerb „Freie Pistole“ verwendet werden.

## Rekorde
Von 1970 bis 2010 wurden bei den World Championships in den Einzelwettbewerben zur 25 m Standardpistole 33 Medaillen vergeben. Weitere vom ISSF organisierte Veranstaltungen sind z. B. der Worldcup und die kontinentalen Meisterschaften, über die sich Einzelschützen und Teams qualifizieren.